# Wilson Kiprop
Wilson Tuitoek Kiprop (Uasin Gishu, 14 aprile 1987) è un mezzofondista e maratoneta keniota, campione mondiale di mezza maratona nel 2010.

## Biografia
Inizia la sua attività ad alto livello nel 2008, vincendo alcune competizioni in Italia, campestri e su strada, sotto la guida di Renato Canova e Gabriele Nicola.
Nel 2009 deve interrompere la sua attività per circa sei mesi a causa di un infortunio; risolto il suo problema con rieducazione in palestra, riducendo la sua attività e modificando la sua postura di corsa, inizia la stagione 2010 partecipando ad una maratona primaverile: alla maratona di Praga corre in 2h09'09". Si rivolge poi ai 10000 m piani, vincendo i campionati keniani (27'26"93) e migliorando di 18 secondi la miglior prestazione mondiale in altura. Viene quindi selezionato per i campionati africani, dove vince l'oro davanti al connazionale Moses Ndiema Kipsiro.
Si dedica poi a distanze più lunghe: vince la mezza maratona di Lilla in 59'34" e poi i Mondiali di mezza maratona, davanti all'eritreo Zersenay Tadese che aveva conquistato le quattro edizioni precedenti. Si aggiudica anche la Mezza maratona di Parigi 2011, corsa del circuito Bronze Label Road Races, con il tempo di 1h01'26".
Il 26 luglio 2013 vince il Giro podistico internazionale di Castelbuono.

## Palmarès
| Anno | Manifestazione             | Sede       | Evento        | Risultato | Prestazione | Note |
| ---- | -------------------------- | ---------- | ------------- | --------- | ----------- | ---- |
| 2010 | Campionati africani        | Nairobi    | 10000 m piani | Oro       | 27'32"91    |      |
| 2010 | Mondiali di mezza maratona | Nanning    | Individuale   | Oro       | 1h00'07"    |      |
| 2010 | Mondiali di mezza maratona | Nanning    | A squadre     | Oro       | 3h01'32"    |      |
| 2012 | Giochi olimpici            | Londra     | 10000 m piani | dnf       | dnf         |      |
| 2014 | Mondiali di mezza maratona | Copenaghen | Individuale   | 6º        | 1h00'01"    |      |
| 2014 | Mondiali di mezza maratona | Copenaghen | A squadre     | Argento   | 2h59'38"    |      |

## Campionati nazionali
2010
- Oro ai campionati kenioti, 10000 m piani - 27'26"93

## Altre competizioni internazionali
2008
- Argento alla 15 km di Le Puy-en-Velay ( Le Puy-en-Velay), 15 km - 43'50"
- Oro alla Corrida di San Geminiano ( Modena), 13,1 km - 38'12"
- 4º al Trofeo Sant'Agata ( Catania), 12 km - 35'23"
- Oro al Cross della Vallagarina ( Villa Lagarina) - 26'11"
- 4º al Wareng Tuskys Crosscountry ( Eldoret) - 37'37"
- Bronzo al Cross Ouest-France ( Le Mans) - 26'21"
- Argento al Cross dei Campioni ( Cesena) - 29'54"
- 4º al Cross Città della Vittoria ( Vittorio Veneto) - 15'19"

2009
- Oro alla Mezza maratona di Lille ( Lilla) - 59'34"
- 6º alla Mezza maratona di Berlino ( Berlino) - 1h00'34"
- Argento alla Corrida di San Geminiano ( Modena), 13,1 km - 37'34"
- Oro al Trofeo Sant'Agata ( Catania), 11,6 km - 33'17"
- Argento al Giro Media Blenio ( Dongio) - 29'21"
- Oro al Cross della Vallagarina ( Villa Lagarina) - 25'25"
- Oro all'Eurocross ( Diekirch) - 30'27"
- Oro al Cross Città della Vittoria ( Vittorio Veneto)

2010
- 5º alla Maratona di Praga ( Praga) - 2h09'09"
- Oro alla Mezza maratona di Parigi ( Parigi) - 1h01'26"

2011
- Argento alla BOclassic ( Bolzano) - 28'17"
- Oro al Tuskys Wareng Cross Country ( Eldoret) - 34'51"

2012
- Argento alla Mezza maratona di Berlino ( Berlino) - 59'15"
- 5º alla World's Best 10 km ( San Juan) - 28'16"
- Oro al Discovery Kenya Crosscountry ( Eldoret) - 34'48"

2013
- 15º alla Maratona di Amburgo ( Amburgo) - 2h19'20"
- Oro alla Roma-Ostia ( Roma) - 59'13"
- Bronzo alla Mezza maratona di Delhi ( Nuova Delhi) - 59'49"
- Oro al Giro podistico internazionale di Castelbuono ( Castelbuono) - 30'10"
- Argento alla BOclassic ( Bolzano) - 28'43"
- Argento al Giro al Sas ( Trento) - 29'01"

2014
- Bronzo alla Ras Al Khaimah International Half Marathon ( Ras al-Khaima) - 59'45"
- 9º alla Mezza maratona di Luanda ( Luanda) - 1h01'51"
- Oro alla Lowertown Brewery Ottawa ( Ottawa) - 28'00"
- Oro al Discovery Kenya Crosscountry ( Eldoret) - 28'39"

2016
- 23º al Discovery Kenya Crosscountry ( Eldoret) - 30'30"

2017
- 9º alla Luanda International Half Marathon ( Luanda) - 1h01'51"
- 11º alla Yangzhou Half Marathon ( Yangzhou) - 1h02'03"
- Argento alla Mezza maratona di Nanchino ( Nanchino) - 1h03'16"

2019
- 6º alla Mezza maratona di Lodwar ( Lodwar) - 1h05'21"
- 7º alla Kilimanjaro Half Marathon ( Moshi) - 1h06'18"